# 賴錫斯維爾

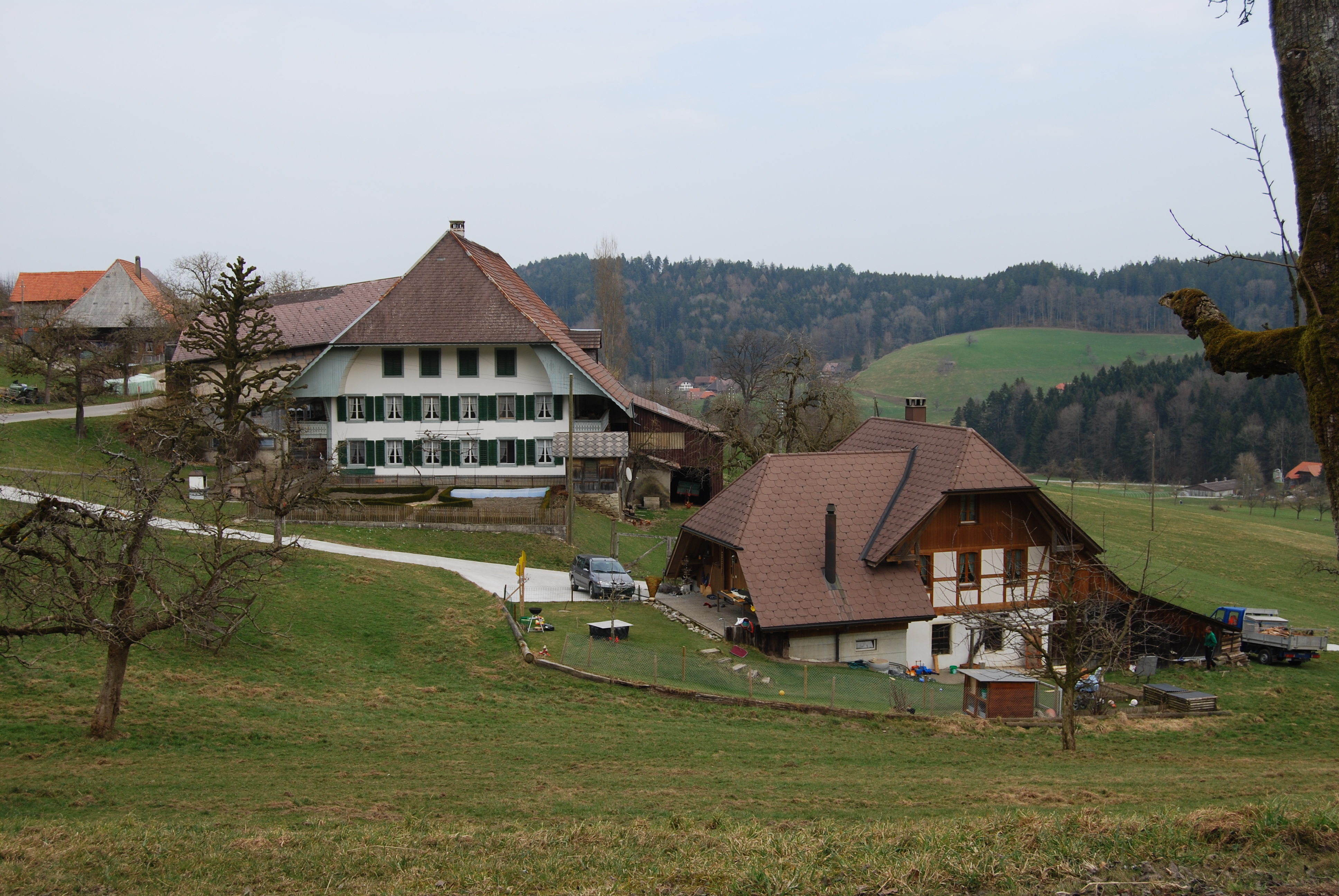

賴錫斯維爾是瑞士的城鎮，位於該國中西部，由伯恩州負責管轄，面積2.01平方公里，海拔高度645米，2011年人口186，八成人口信奉基督教，人口密度每平方公里93人。